# Johor
Johor is een van de dertien staten van Maleisië. Het sultanaat Johor bevindt zich op het vasteland van Maleisië en ligt in het zuiden, aan de grens met Singapore. De provinciehoofdstad van de staat is Johor Bahru. De huidige sultan is Ibrahim Ismail.

## Geografie en demografie

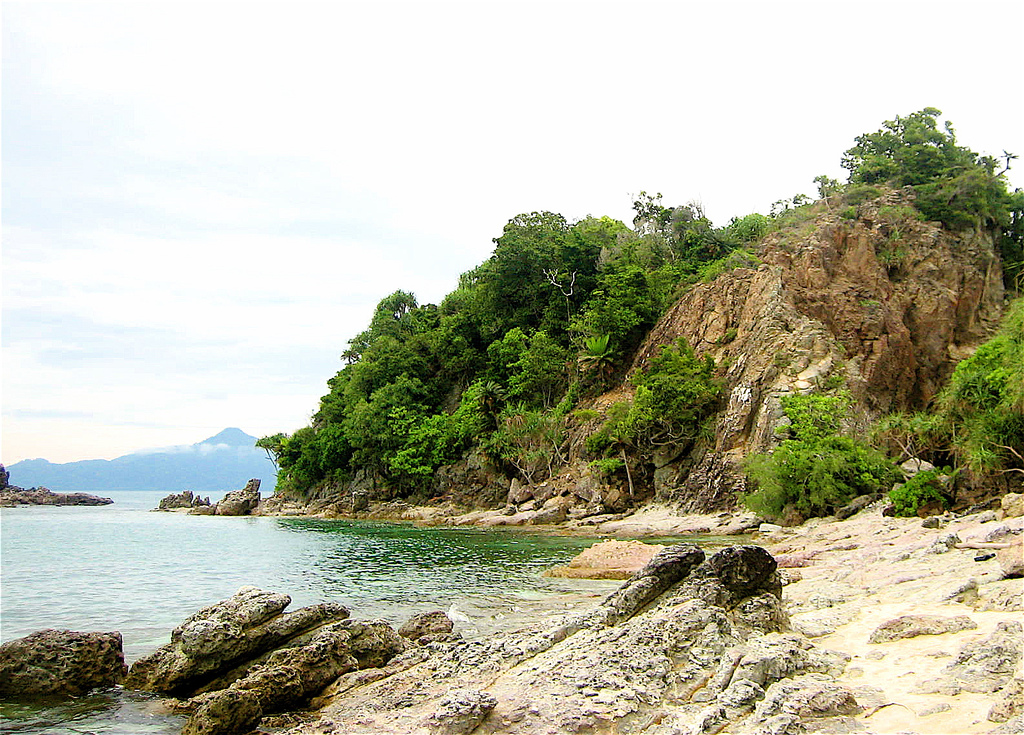
Een strand, vlak bij Mersing

Johor grenst aan de staten Malakka en Negeri Sembilan in het noordwesten en aan de staat Pahang in het noorden.
Daarnaast is Johor verbonden met Singapore via een dam, de Johor–Singapore Causeway. Dagelijks rijden er zo'n 60.000 voertuigen over deze dam, die een lengte heeft van 1.056 meter en door Straat Johore leidt. Om de dam te ontlasten werd in 1998 ook een brug als tweede verbinding geopend, de Malaysia–Singapore Second Link.
Hoewel Johor niet eens zo'n heel grote staat is, heeft het wel veel inwoners. Na de staat Selangor, waar de hoofdstad van Maleisië - Kuala Lumpur - ligt, heeft Johor de meeste inwoners.

## Bestuurlijke indeling
Johor is onderverdeeld in negen districten:
- Batu Pahat
- Johor Bahru
- Kluang
- Kota Tinggi
- Ledang
- Mersing
- Muar
- Pontian
- Segamat